# Kirschroth
Kirschroth là một xã thuộc huyện Bad Kreuznach trong bang Rheinland-Pfalz, phía tây nước Đức. Xã Kirschroth có diện tích 7,64 km², dân số thời điểm ngày 31 tháng 12 năm 2006 là 296 người.